# Новая антиква

Пример новой антиквы (шрифт Bodoni)

Новая антиква — тип шрифтов, третья модификация антиквы. Возникла в связи с растущим распространением и популярностью гравюры на меди во второй половине XVIII века. Этот шрифт полностью нарисован, и связь с рукописной техникой пера совсем не чувствуется. Натиски округлых форм не имеют наклона. Соединительные штрихи очень тонкие и составляют сильный контраст с основными штрихами. Засечки в виде тонких линий не имеют скруглений.
Среди лучших творцов печатных шрифтов типа новой антиквы следует в первую очередь отметить итальянца Джамбаттисту Бодони (1740—1813), которого называли королём печатников и печатником королей, а также Фирмена Дидо (1764—1836) — Франция и Юстуса Вальбаума (1768—1839) — Германия. В XIX веке для рекламных целей были созданы жирные шрифты этого типа с особенно сильным контрастом.